# 三川镇 (永胜县)
三川镇，原称金官镇，是中华人民共和国云南省丽江市永胜县下辖的一个乡镇级行政单位。

## 行政区划
三川镇下辖以下地区：
金官村、梁官村、杨伍村、章斐村、翠湖村、西湖村、清河村、睦科村、军和村、翁彭村、普枫村、兴文村、中洲村、三友村、东河村、清泉村、四维村、文祥村和大源村。

## 中国传统村落
2013年8月，翠湖村委会翠湖村被评为第二批中国传统村落。